# Rogerius
Rogerius (n. 1201/1205, Torremaggiore, sudul Italiei - d. 14 aprilie 1266, Split, Croația, pe atunci în Regatul Ungariei) a fost un călugăr de origine italiană, canonic de Oradea, apoi arhiepiscop de Split. 
Autor al cărții Carmen miserabile (titlu complet: „Carmen miserabile super destructione regni Hungariae temporibus Belae IV regis per Tartaros facta”), în care descrie marea invazie mongolă din 1241. Amintirile despre această invazie le-a scris în anul 1243, la Sopron. Câțiva ani mai târziu, în 1249, este menționat la Zagreb, tot în calitate de canonic. După ce a fost un timp la Lyon secretar al cardinalului englez Johannes Toletanus, a ajuns arhiepiscop la Spalato (azi Split, Croația). Numirea sa a fost făcută de papa Inocențiu al IV-lea și aprobată de regele Béla al IV-lea. Instalarea sa în funcție a avut loc în anul 1250. Rogerius este înmormântat în Catedrala din Split.
Un cartier din Oradea îi poartă astăzi numele.

## Ediții aleCarmen miserabile
Niciun manuscris nu a supraviețuit din această operă. Prima ediție a fost tipărită în 1488 în două locuri (în aprilie la Brünn și în iunie la Augsburg). A fost retipărită la Frankfurt pe Main în anul 1600. 
Ediții moderne, în ordinea cronologică a aparițiilor:
- ro  Cântecul de jale de Rogerius, traducere de G. Popa-Lisseanu, (Fontes historiae Daco-Romanorum), București 1935
- la  Carmen Miserabile super Destructione Regni Hungariae per Tartaros, ed. L. Juhasz, (Scriptores Rerum Hungaricarum), 2 voll., Budapest 1937-1938, pp. 543–88;
- en  The Mongol Mission. Narratives and Letters of the Franciscan Missionaries in Mongolia and China in the Thirteenth and Fourteenth Centuries, ed. Christopher Dawson, London and New York 1955.
- en  The Vinland Map and the Tartar Relation, edd. R.A. Skelton, T.E. Marston, e G.D. Painter, New Haven 1965, pp. 54–101.
- la  de Carmen miserabile, uebersetzt von Helmut Stefan Milletich; Nachwort von Franz Probst, (Burgenländische Bibliothek) Eisenstadt 1979. ISBN 3853740472|
- de  Der Mongolensturm. Berichte von Augenzeugen und Zeitgenossen 1235-1250, hrsg. Hansgerd Gockenjan und James R. Sweeney, Graz 1985, pp. 129–223